# Булгин
Булгин — село в Охотском районе Хабаровского края. Административный центр Булгинского сельского поселения.

## География
Село находится на правом берегу реки Кухтуй, на расстоянии 4 км к западу (через лагуну) и 22 км (через объездную грунтовую дорогу) от рабочего посёлка Охотск, административного центра района.

## История
Официальная дата основания села Булгин — 1792 год.
Своё название село получило от места расположения — Булгинский острог, который назван был в честь якутского боярского сына Булыгина Андрея. Место было удобное во всех отношениях. Протоки Лебяжья и Ланковская изобиловали рыбой. Рядом — рыбные реки Кухтуй и Охота. В окрестностях — масса ягод и грибов.
Упоминания о Булгин встречаются в описаниях Охотска, относящихся к 1770 годам. В этих описаниях говорится о различных постройках в больших количествах. Статус села Булгин присваивается после окончания строительства часовни в ноябре 1792 года.
В 1800—1810 годах в Булгин располагались: морской лазарет, больница, баня, кузница, погреба и амбары, военный подвал. Недалеко от них находилась та самая часовня, построенная в 1792 году.
В 1892 году планировалось переселение Охотской фактории Российско-Американской компанией в Булгин. Но правитель фактории Ленже отверг это предложение, как невыгодное по ряду причин. Доводы, приводимые Ленже, были основаны на затруднениях в сообщении Булгин с левым берегом, он говорил: «Булгин имеет, то неудобство, что он ниже той плоской гряды, на который ныне расположен город и подвержен затоплению от Булгинки, и при напоре воды с моря», и приводит свой довод, незадолго перед тем наводнением, во время которого вода залила все окрестности более чем на 3 фута, исключая одного места не более 20 саженей (43 метра). На этом месте находится заимка охотского купца Бушуева, который подтвердил всё выше сказанное.

## Население
| 1926 | 1992  | 2002 | 2010 | 2011 | 2012 | 2017 |
| ---- | ----- | ---- | ---- | ---- | ---- | ---- |
| 243  | ↗1100 | ↘755 | ↘650 | ↘642 | ↘640 | ↘585 |
| 2021 |       |      |      |      |      |      |
| ↘444 |       |      |      |      |      |      |

## Улицы
| - ул. Зелёная, - ул. Кооперативная, - ул. Куртукова, - ул. Лесная, - ул. Новая, | - ул. Охотская, - ул. Речная, - ул. Рыбацкая, - ул. Центральная, - ул. Школьная. |

## Экономика
Предметом основной производственной деятельности является добыча рыбы и морепродуктов, переработка рыбы и морепродуктов, реализация продукции и воспроизводство рыбы.

## Инфраструктура
В селе действуют участковая больница, школа, обслуживающие организации.